# Oleg Olegowitsch Rudenko
Oleg Olegowitsch Rudenko (russisch Олег Олегович Руденко; * 14. Oktober 1972) ist ein ehemaliger russischer Crosslauf-Sommerbiathlet.
Oleg Rudenko nahm erstmals 1997 in Krakau an den Sommerbiathlon-Weltmeisterschaften teil und gewann als Startläufer mit Dmitri Nikiforow, Konstantin Popow und Sergei Russinow hinter den Norwegern die Silbermedaille im erstmals ausgetragenen Staffelrennen. 1998 siegte er mit Popow, Sergei Konowalow und Wladimir Bechterew in Osrblie im Staffelrennen. Zudem gewann er hinter Alexei Kobelew und Wilfried Pallhuber die Bronzemedaille im Sprintrennen und wurde Fünfter der Verfolgung. Bei der Weltmeisterschaft 2000 in Chanty-Mansijsk kamen ein 13. Rang im Sprint und Platz sechs in der Verfolgung hinzu. Es dauerte bis 2003, dass Rudenko in Forni Avoltri erneut als Startläufer, nun mit Alexei Tscheparew, Timur Nurmejew und Alexei Kowjasin hinter der Ukraine, die Silbermedaille im Staffelrennen gewann. Im Sprint wurde er Siebter, verbesserte sich im Verfolgungsrennen hinter Kowjasin und Oleksandr Bilanenko auf den zweiten Platz. Im Massenstart kam ein fünfter Platz hinzu. Letztmals startete der Russe 2005 in Muonio bei einer Sommer-Weltmeisterschaft. Mit Rang sieben im Sprint und fünf in der Verfolgung verpasste er eine Medaille in den Einzelrennen, gewann aber im letzten wie auch schon im ersten ausgetragenen Staffelrennen mit Kobelew, Iwan Bogdanow und Alexander Katschanowski hinter Tschechien Silber.
Rudenko verfügt über einen Abschluss der Саратовская объединенная техническая школа РОСТО (Vereinte Technische Hochschule Saratow).